# Blevins
Blevins é uma cidade localizada no estado americano de Arkansas, no Condado de Hempstead.

## Demografia
Segundo o censo americano de 2000, a sua população era de 365 habitantes. 
Em 2006, foi estimada uma população de 363, um decréscimo de 2 (-0.5%).

## Geografia
De acordo com o United States Census Bureau, a localidade tem uma área de 2,6 km², sem área coberta por água. Blevins localiza-se a aproximadamente 140 m acima do nível do mar.

## Localidades na vizinhança
O diagrama seguinte representa as localidades num raio de 24 km ao redor de Blevins. 